# Clyde McPhatter
Clyde McPhatter (15 novembre 1932 à Durham, Caroline du Nord – 13 juin 1972 à Teaneck, New Jersey), est un chanteur de rhythm and blues américain. Il fut aussi l'un des premiers chanteurs à utiliser le gospel dans les arrangements de certaines de ces chansons.

## Carrière
Il est remarqué en 1950 comme ténor du quintette de Billy Ward, The Dominoes, qu'il quitte pour être remplacé par Jackie Wilson en 1953 et former son propre groupe, les légendaires Drifters. Mais le service militaire le contraint à quitter le groupe dès 1954.
Il enregistre avec ce groupe des classiques comme Money Honey (1953) ou Such a Night (1954), puis entame une carrière solo pendant six ans.
En 1956, il est engagé par la firme Atlantic : il réussit à placer quelques hits, Traesure of Love (1956), Without Love en 1957, Come What May (1958). À la fin de la même année,  il vend deux millions de disques aux États Unis avec une reprise de Brook Benton, A Lover's Question. À cette époque, il est accompagné par le pianiste Cliff Smalls.
En 1959, il signe chez MGM, mais n'obtient aucun succès. Il signe ensuite, en 1960, chez Mercury, où il obtient un succès avec Lover Please dans le top 10 en 1962.
Pendant près de dix ans, il est un interprète aussi célèbre que Ray Charles et l'un de ses principaux rivaux. Chanteur plein de talent, il sombre peu à peu, à partir de 1964, dans l'alcool et se fait ainsi oublier jusqu'à son décès le 13 juin 1972, victime d'une crise cardiaque.
Il est promu au Rock and Roll Hall of Fame en 1987. Un timbre poste américain est émis à son effigie en 1993.

## Discographie

### Singles

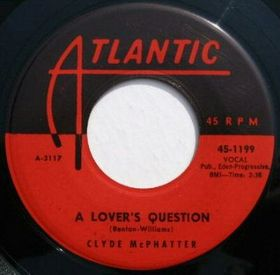
A Lover's Question

| Titre                                                           | Classement Pop Billboard | Classement R&B Billboard | Année | Label    |
| --------------------------------------------------------------- | ------------------------ | ------------------------ | ----- | -------- |
| Love Has Joined Us Together /I Gotta Have You (with Ruth Brown) | -                        | 8                        | 1955  | Atlantic |
| Seven Days                                                      | 44                       | 2                        | 1956  | Atlantic |
| Treasure of Love                                                | 16                       | 1                        |       | Atlantic |
| Without Love (There Is Nothing)/I make Believe                  | 19                       | 4                        | 1957  | Atlantic |
| Just to Hold My Hand                                            | 26                       | 6                        | 1957  |          |
| Thirty Days                                                     | -                        | -                        | 1957  |          |
| Long Lonely Nights                                              | 49                       | 1                        | 1957  |          |
| Rock and Cry                                                    | 93                       | -                        | 1957  |          |
| Come What May                                                   | 43                       | 3                        | 1958  |          |
| Lover Please                                                    | 32                       | 4                        | 1958  |          |
| A Lover's Question                                              | 6                        | 1                        | 1958  |          |
| Lovey Dovey                                                     | 49                       | 12                       | 1959  | Atlantic |
| I Told Myself a Lie                                             | 70                       |                          | 1959  | MGM      |
| Since You've Been Gone                                          | 39                       | 14                       | 1959  | Atlantic |
| Twice As Nice                                                   | 91                       |                          | 1959  | MGM      |
| You Went Back on Your Word                                      | 72                       | 13                       | 1959  | Atlantic |
| Let's Try Again                                                 | 48                       | 13                       | 1959  | MGM      |
| Just Give Me a Ring                                             | 96                       |                          | 1960  | Atlantic |
| Deep Sea Ball / Let the Boogie-Woogie Roll                      | -                        | -                        | 1960  | Atlantic |
| Think Me a Kiss                                                 | 66                       |                          | 1960  | MGM      |
| Ta Ta (Just Like a Baby)                                        | 23                       | 7                        | 1960  | Mercury  |
| This Is Not Goodbye / One Right After Another                   | -                        | -                        | 1960  | MGM      |
| Tomorrow Is a-Comin                                             | 103                      | -                        | 1961  | Mercury  |
| I'll Love You Til the Cows Come Home                            | 110                      | -                        | 1961  |          |
| A Whole Heap of Love                                            | -                        | -                        | 1961  |          |
| I Never Knew                                                    | 56                       | 17                       | 1961  |          |
| Same Time Same Place                                            | -                        | -                        | 1961  |          |
| Lover Please                                                    | 7                        | -                        | 1962  |          |
| Little Bitty Pretty One                                         | 25                       | -                        | 1962  |          |
| Maybe / I Do Believe                                            | -                        | -                        | 1962  |          |
| The Best Man Cried                                              | 118                      | -                        | 1962  |          |
| From One To One                                                 | 127                      | -                        | 1963  |          |
| Deep In the Heart of Harlem                                     | 90                       | 90                       | 1963  |          |
| Second Window, Second Floor                                     | -                        | -                        | 1964  |          |
| Baby Baby / Lucille                                             | -                        | -                        | 1964  |          |
| Crying Won't Help You Now                                       | 117                      | 22                       | 1965  |          |
| A Shot of Rhythm and Blues / I'm Not Going to Work Today        | -                        | -                        | 1966  | Amy      |
| Sweet and Innocent / Lavender Lace                              | -                        | -                        | 1967  | Amy      |
| Baby You Got It                                                 | -                        | -                        | 1968  | Deram    |
| I'll Belong to You /Book of Memories                            | -                        | -                        | 1970  | Decca    |
| Why Can't We Get Together / Mixed Up Cup                        | -                        | -                        | 1970  | Decca    |